# Palacio Arena
El Palacio Arena fue un palacio de la ciudad de Mesina, diseñado por Gianfrancesco Arena en 1785 y propiedad de los barones Arena, que fue destruido por el terremoto de 1908.

## Perfil e historia de la arquitectura
El palacio estaba situado en la Piazza Duomo y servía de telón de fondo a la fuente de Orión. El edificio era un bello ejemplo de la arquitectura mesinina del siglo XVIII y ocupaba el espacio que antiguamente ocupaba la iglesia de San Lorenzo. El palacio Arena adquiere una nueva grandeza, tanto por el empuje de la fachada elevada sobre la línea de los otros edificios, como por el motivo del tímpano central a la manera ya indicada por Giacomo del Duca en la iglesia de San Giovanni, y por el ritmo de las dos columnas que flanquean el portal, el balcón central y, con las grandes pilastras laterales, el gran entablamento desde el que se abren los pequeños balcones del ático, cerrados por la gran cornisa saliente. El injerto de los balcones, con el balcón abultado, las ménsulas que los sostienen, los nichos elípticos, los marcos de arcos de medio punto, todos elementos decorativos plásticos del barroco tardío combinados con los elementos más queridos del neoclasicismo mesinés ya avanzado, hacen del palacio Arena destruido por el terremoto, uno de los ejemplos más importantes de la arquitectura mesinesa del siglo XVIII. Después de la reconstrucción, el nuevo Palazzo Arena o Palazzo dello Zodiaco da a la Piazza Immacolata di Marmo.

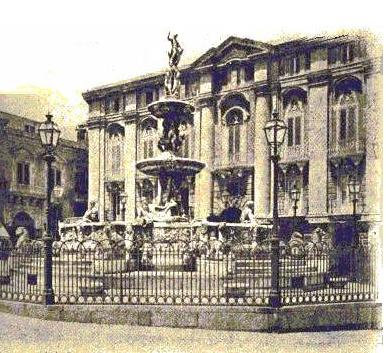
Palacio Arena
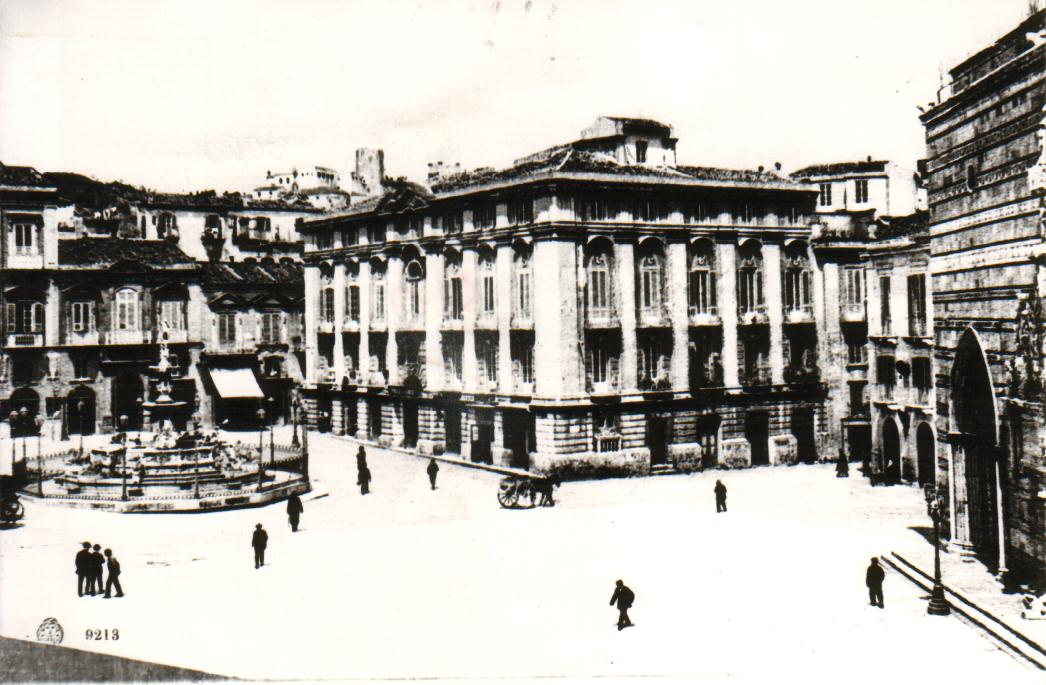
Palacio Arena